# Carignano
Carignano és un comune (municipi) de la ciutat metropolitana de Torí, a la regió italiana del Piemont, situat a uns 20 quilòmetres al sud de Torí. A 1 de gener de 2019 la seva població era de 9.274 habitants.
Carignano limita amb els següents municipis: Moncalieri, Vinovo, La Loggia, Piobesi Torinese, Villastellone, Castagnole Piemonte, Osasio, Lombriasco i Carmagnola.